# Romance TV

Logo 2013

Romance TV ist ein deutschsprachiger Fernsehsender der in Grünwald ansässigen Mainstream Media AG. Die Betreibergesellschaft des Pay-TV-Kanals ist die Romance TV GmbH. Als 24-stündiges Spartenprogramm konzipiert, bringt dieser Sender Inhalte der Themen Romantik, Gefühl, Liebe, Soaps, Telenovelas und Emotion. Seine Sendelizenz erhielt der Kanal von der Bayerischen Landeszentrale für neue Medien in München und startete sein Programm am 14. Februar 2008 (Valentinstag).
Zum 18. September 2015 wurde der Sender einem Re-Design unterzogen.

## Unternehmen
Die Romance TV GmbH  setzt sich als Programmanbieter zusammen zu 60 Prozent durch Kapital der Mainstream Media AG und zu 40 Prozent von Gottfried Zmeck, der gleichzeitig Aufsichtsratsvorsitzender der Mainstream Media AG ist. Der medienrechtliche Genehmigungszeitraum wurde nach der Antragstellung bis zum 13. Februar 2016 festgelegt.

## Programm
Das Programm umfasst bisher ausschließlich Serientitel und Einzeltitel, die bereits zuvor in anderen Programmen gesendet wurden. Diese Inhalte werden zyklisch wiederholt. Das Jahr der Produktion wird seit 2015 nicht mehr angegeben, das Produktionsdatum wird im Videotext oder Begleittext nicht mehr angezeigt.

## Welttag der Romantik
Anlässlich des zehnjährigen Senderjubiläums am 14. Februar 2018 wurde von den Mitarbeitern des Senders der „Welttag der Romantik“ ausgerufen. Passend zum Frühlingsanfang wurde als Termin der 20. März gewählt. Am Welttag der Romantik seien die Menschen jedes Jahr dazu aufgerufen, sich Zeit für Zweisamkeit mit ihrem Partner zu gönnen. Das  Zertifikat wurde im Rahmen einer Jubiläumsgala von der Unternehmerin und Moderatorin Judith Williams verliehen.

## Empfangsmöglichkeiten
Romance TV kann im Rahmen verschiedener Programmpakete abonniert werden. Europaweit ist Romance TV in 4 Ländern vertreten, neben Deutschland, Österreich und der Schweiz auch in Polen. In Subsahara-Afrika wird der Sender über Satelio/Deukom vertrieben.
Via Satellit
- In Deutschland über Sky
- In Österreich über Sky

Via Kabel
- In Deutschland über Sky, Vodafone, Unitymedia, M7 und PŸUR
- In Österreich über Sky, UPC und d-light
- In der Schweiz über UPC, SuisseDigital und Teleclub

Via IPTV
- In Deutschland über die Deutsche Telekom, Vodafone und M7
- In Österreich über A1 Telekom Austria
- In der Schweiz über Content 4 TV, Quickline und Salt.

Via OTT
- In Deutschland über Amazon, Zattoo, Waipu.tv
- In der Schweiz über Zattoo

Weitere
- Im Paket Fernsehen mit Herz (gemeinsam Heimatkanal und GoldStar TV) über die eigene App, Amazon, Zattoo und TV.de[3]